# Banco Nacional de Desenvolvimento Econômico e Social
O Banco Nacional de Desenvolvimento Econômico e Social (BNDES) é uma empresa pública federal com sede no Rio de Janeiro, cujo principal objetivo é o financiamento de longo prazo e investimento em todos os segmentos da economia brasileira.
O BNDES é uma entidade que compõe a administração pública indireta e é vinculada ao Ministério da Economia, em busca de apoiar empreendedores de todos os portes, inclusive, pessoas físicas, na realização de seus planos de modernização, expansão e concretização de novos negócios, tendo em vista o potencial de geração de empregos, renda e inclusão social no Brasil, com o objetivo de melhorar a competitividade da economia brasileira e elevar a qualidade de vida da população. É um dos maiores bancos de desenvolvimento do mundo.
Desde a sua fundação, em 1952, é um órgão de fomento no contexto do desenvolvimento econômico como esboçado no Plano SALTE. O BNDES vem financiando os grandes empreendimentos industriais e de infraestrutura tendo marcante posição no apoio aos investimentos na agricultura, no comércio e serviço, nas micro, pequenas e médias empresas, e aos investimentos sociais direcionados para a educação e saúde, agricultura familiar, saneamento básico e ambiental e transporte coletivo de massa.
Suas linhas de apoio contemplam financiamentos de longo prazo e custos competitivos, para o desenvolvimento de projetos de investimentos e para a comercialização de máquinas e equipamentos novos, fabricados no país, bem como para o incremento das exportações brasileiras. Contribui, também, para o fortalecimento da estrutura de capital das empresas privadas e desenvolvimento do mercado de capitais. Os escritórios centrais do BNDES ficam localizados no Rio de Janeiro. Também há representações regionais em São Paulo (Departamento Regional Sul), Brasília (Departamento de Relações com o Governo) e Recife (Departamento Regional Nordeste).

## História

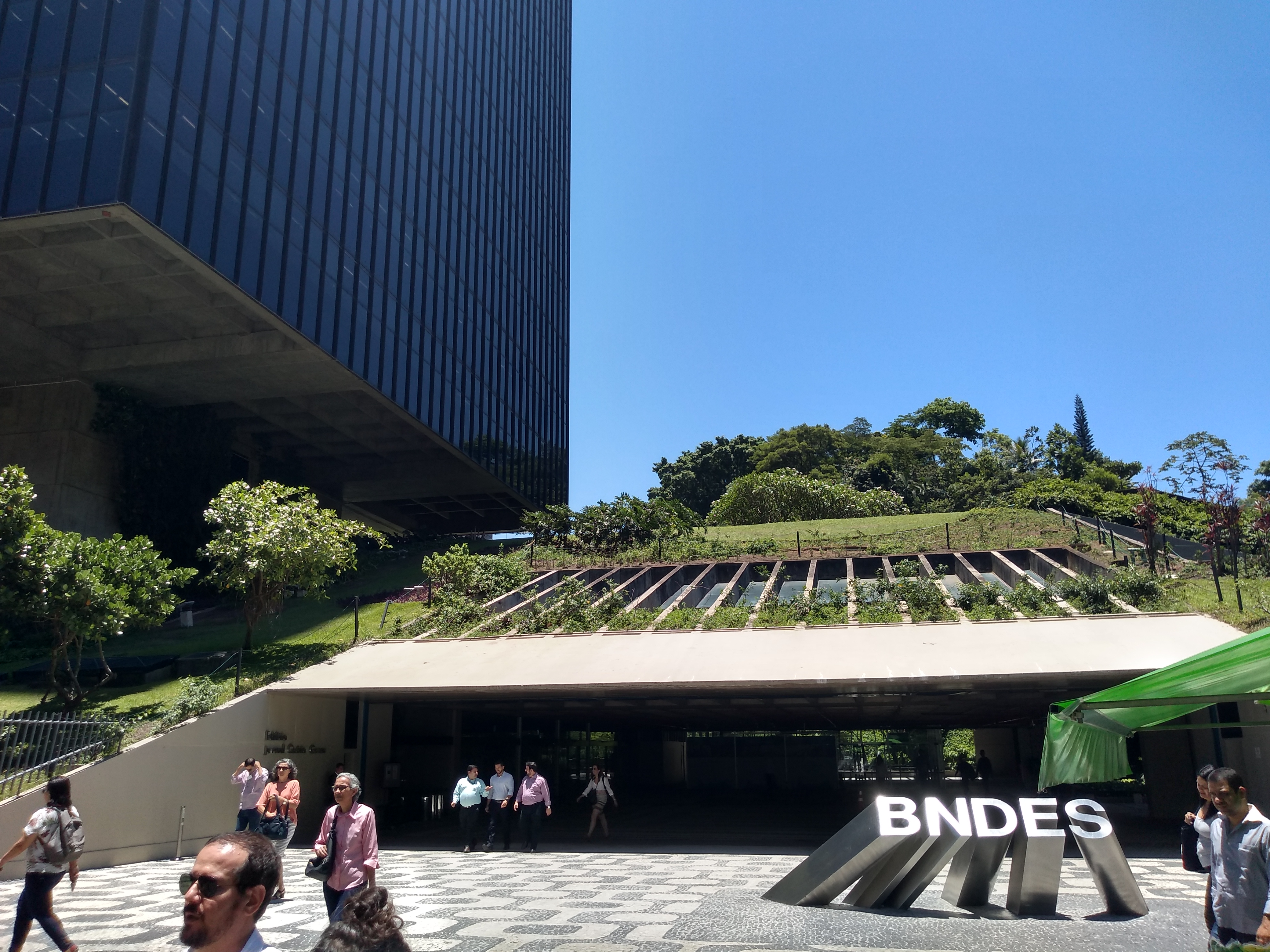
Letreiro do BNDES em frente ao edifício no Rio de Janeiro.

O BNDES foi criado pela Lei nº 1.628, de 20 de junho de 1952, no segundo governo Vargas, com o nome de Banco Nacional de Desenvolvimento Econômico (BNDE), como um Banco de Estado,  tendo autonomia administrativa e personalidade jurídica própria, sendo depois repassado ao Ministério do Planejamento e Coordenação Geral, por força do Decreto nº 60.900, de 26 de junho de 1967. 
Inicialmente, o banco tinha foco em infraestrutura, expandindo suas áreas de atuação nos anos seguintes para a iniciativa privada, indústria, agropecuária e pequenas e médias empresas.
Em 1966, foi criada a FINAME, com foco na indústria brasileira no âmbito da política de substituição de importações.
Com a Lei nº 5.662, de 21 de junho de 1971, O BNDE foi transformando em empresa pública, de personalidade jurídica de direito privado, com seu patrimônio próprio (art. 1º), permanecendo vinculado ao Ministério do Planejamento e Coordenação Geral.
Em 1974, o BNDE passou a gerenciar os recursos do PIS-PASEP.
No mesmo ano, o BNDES adaptou a sua atuação quanto à necessidade de capitalizar as empresas nacionais, criando três subsidiárias: Insumos Básicos S.A. (FIPASE); Mecânica Brasileira S.A. (Embramec); Investimentos Brasileiros S.A. (Ibrasa). As empresas foram fundidas em 1982 no BNDESPar.
Com o Decreto-Lei nº 1.940, de 25 de maio de 1982, o banco passou a ter a sua atual denominação, sendo vinculado à Secretaria de Planejamento da Presidência da República (art. 5º, § 1º). A mudança de nome se deu em razão da criação do Fundo de Investimento Social (Finsocial), gerido pelo banco.
Em 1983, foi lançado o Programa de Apoio ao Incremento das Exportações (PROEX).
A partir de 1991, o BNDES tornou-se responsável pelo suporte administrativo, financeiro e técnico ao Programa Nacional de Desestatização (PND).
Em 1994, foi criada a Taxa de Juros de Longo Prazo (TJLP), com o objetivo de reduzir o custo dos financiamentos de longo prazo e estimular o investimento.
Em 1997, foi criado o Fundo Social, como o intuito de apoiar projetos e investimentos de caráter social.
Em 2002, o banco lançou o Cartão BNDES.
Em 2008, foi criado o Fundo Amazônia, buscando promover ações de prevenção, monitoramento e combate ao desmatamento, além da promoção da conservação e do uso sustentável da Amazônia.
Em 2016, foi lançado pelo governo federal o Programa de Parcerias para Investimentos (PPI), no BNDES passou a atuar como condutor do processo de concessões e outras formas de desestatização dos ativos do programa.
Até o final de 2017, a taxa que o governo usava para aplicar nas operações do BNDES era a Taxa de Juros de Longo Prazo (TJLP), que foi substituída pela Taxa de Longo Prazo (TLP) em 1º de janeiro de 2018, após aprovação no Senado em setembro de 2017.
Em 2024, foi criada a Letra de Crédito ao desenvolvimento (LCD), um investimento de renda fixa lastreado em uma carteira de empréstimos relacionados projetos de infraestrutura, de indústria e de inovação, fomentando o desenvolvimento. As LCDs são emitidas pelo BNDES e pelos demais bancos de desenvolvimento autorizados pelo Banco Central.

## Subsidiárias
O BNDES e suas subsidiárias, abaixo listadas, compreendem o chamado "Sistema BNDES".
- Agência Especial de Financiamento Industrial (FINAME): criada para financiar a comercialização de máquinas e equipamentos.
- BNDES Participações S.A. (BNDESPar): criada visando possibilitar a subscrição de valores mobiliários no mercado de capitais brasileiro.

## Recursos
As principais fontes de receitas do BNDES são o retorno das operações de crédito, recursos do Fundo de Amparo ao Trabalhador (FAT), rendimentos da carteira de renda variável e captações internas e externas.
Em 2023, o retorno das operações de crédito correspondeu a R$ 122,2 bilhões, além de R$ 23,3 bilhões em recursos do FAT, 8,8 bilhões de rendimentos da carteira de renda variável e R$ 6 bilhões das captações internas e externas.
Em 2023, o BNDES realizou R$ 114,4 bilhões em desembolsos, o equivalente a 1,1% do PIB do Brasil. Desse total, cerca de R$ 48,2 bilhões foram aplicados em ações de infraestrutura econômica e social, nos setores de energia elétrica, transporte, saneamento e telecomunicações; R$ 47,6 nas micro, pequenas e médias empresas (MPMEs) e corporativismo; R$ 46,5 bilhões foram destinados a ações de agricultura, indústria e comércio e serviços; R$ 38,8 bilhões em desenvolvimento social; R$ 28,4 bilhões para economia verde; e R$ 8,7 bilhões em comércio exterior. Tais valores estão sobrepostos, pois cada operação de crédito pode estar associada a mais de um setor.

## Transparência
A formalização, transparência e neutralidade do BNDES tem sido questionada pelo Ministério Público Federal (MPF). O Banco nega acesso aos dados inclusive para os órgãos de controle do país, como o Tribunal de Contas da União (TCU) e Controladoria Geral da União (CGU). Em maio de 2015, o Supremo Tribunal Federal (STF) obrigou o BNDES a fornecer dados sobre empréstimos de R$ 8 bi fornecidos ao grupo JBS Friboi.
No intuito de tornar o BNDES uma instituição mais democrática e aberta ao controle público sobre o desenvolvimento, mais de 30 organizações e movimentos sociais se reuniram para elaborar estratégias comuns de fiscalização, diálogo e constrangimento do banco. Desde 2007, a principal conquista deste grupo, batizado Plataforma BNDES, foi garantir uma base mínima de transparência aos projetos financiados pela instituição, que passou a divulgá-los no site BNDES Transparente.
Diversos outros pontos, no entanto, listados no documento fundador da Plataforma BNDES, permanecem estagnados na avaliação do conjunto das organizações. A transparência sobre operações internacionais é considerada precária, assim como os critérios e parâmetros utilizados para aprovação dos projetos. Ao longo de 2011, diversos protestos tiveram como alvo empreendimentos financiados pelo banco, não só no Brasil, mas também em outros países da América Latina.

## Controvérsias

### Novo modelo econômico
Em uma economia na qual o crédito privado é abundante e as empresas teoricamente sobreviveriam sem o crédito barato do governo, alguns economistas questionam o papel do BNDES. Outros defendem um novo posicionamento dos bancos estatais, com modificações no atual sistema, para continuar apoiando o crescimento do país. Outros, ainda, elogiam o modelo adotado. Por exemplo, para o economista Joseph Stiglitz, prêmio Nobel de Economia, "o Brasil demonstrou na prática como um país pode, sozinho, criar um banco de desenvolvimento muito efetivo. Há um aprendizado sendo feito. E essa noção de como se cria um banco de desenvolvimento efetivo, que promova desenvolvimento real, sem todas as condicionalidades e armadilhas que permeiam as velhas instituições, será uma parte importante da contribuição do Brasil."

### Política das “campeãs nacionais”
Durante os governos do Partido dos Trabalhadores (PT), vigorou a política extraoficial das "campeãs nacionais", encerrada com a ascensão de Maria Silvia Bastos Marques à presidência do banco em 2016 por indicação do então ministro da Fazenda, Henrique Meirelles, da administração de Michel Temer. Por inspiração no modelo de desenvolvimento sul-coreano e seus conglomerados empresariais transnacionais, essa atitude procurava estimular a formação de grandes empresas brasileiras com atuação global e, a partir delas, a indução de cadeias produtivas inteiras a fim desenvolver o país. Entretanto, as críticas voltam-se para o foco de uso de recursos públicos com juros subsidiados em empresas de grande porte, algumas delas envolvidas em escândalos de corrupção, com resultados aqúem do esperado.

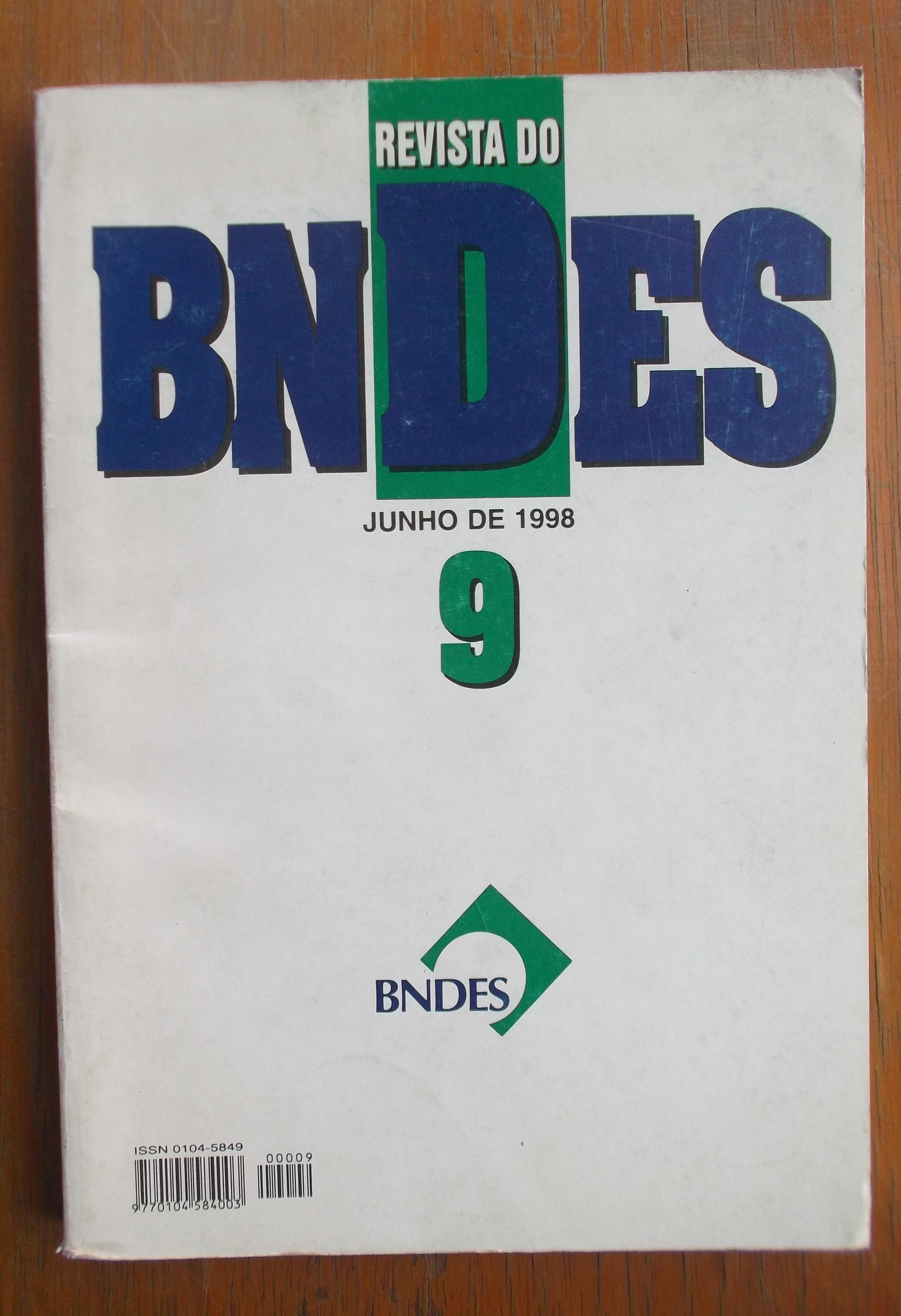
Exemplar de 1998 da Revista do BNDES.

### Empréstimos a estrangeiros
De 15 países que tiveram operações com o BNDES, três deixaram de pagar valores até o momento. Cuba já deixou vencer parcelas no valor de US$ 165 milhões e Venezuela, de US$ 572 milhões. Para quitar a dívida total, esses dois países ainda devem pagar mais US$ 441 milhões e US$ 221 milhões, respectivamente. Portanto, o débito que as duas nações têm com o Brasil é de US$ 1,399 bilhão (R$ 7,786 bilhões na cotação de outubro de 2021). O outro país que não honrou seus compromissos foi Moçambique. O governo de lá deixou vencer parcelas que totalizam US$ 122 milhões e ainda precisa quitar mais US$ 56 milhões.
Nos últimos 15 anos, o Banco Nacional de Desenvolvimento Econômico e Social (BNDES) financiou obras em 14 países além do Brasil. Destes, nove se envolveram no esquema de corrupção da empreiteira Odebrecht, que confessou em delação premiada, em dezembro de 2016, que o grupo pagou US$ 788 milhões (R$ 2,95 bilhões no câmbio atual) em propinas a políticos agentes públicos em 12 países, incluindo o Brasil.